# Linia kolejowa Berdyczów – Szepetówka
Linia kolejowa Berdyczów – Szepetówka – linia kolejowa na Ukrainie łącząca stację Berdyczów ze stacją Szepetówka.
Zarządzana jest przez dyrekcje koziatyńską Kolei Południowo-Zachodniej (oddział ukraińskich kolei państwowych).
Znajduje się w obwodach żytomierskim i chmielnickim. Na całej długości jest zelektryfikowana i dwutorowa.

## Historia
Linia ta stanowi fragment dawnej Kolei Brzesko-Kijowskiej powstałej w 1873. Początkowo leżała w Imperium Rosyjskim, następnie w Związku Sowieckim. Od 1991 znajduje się na Ukrainie.